# Нептун (корабостроителница)
Корабостроителната механо-железарска производителна кооперация „Нептун“ е фабрика за строеж на лодки и малки плавателни съдове, ремонти, корабоплаване, риболов и най-вече делфинолов във Варна.
Кооперацията е учредена през 1934 г. с предмет на дейност строителство на плавателни съдове. С решение на общото събрание от 1935 г. към дейността ѝ се включва и експлоатация на построените съдове. Наименованието ѝ се променя на Корабостроителна експлоатационна производителна кооперация „Нептун“. През 1938 г. получава разрешително за извършване на риболов и се преименува на Корабостроителна, корабоплавателна и риболовна кооперация „Нептун“.
През 1948 г. кооперацията е национализирана и част от нейната дейност е поета от Държавния корабостроителен завод във Варна.
Архивът на кооперацията се съхранява във фонд 12К в Държавния архив във Варна. Той се състои от 86 архивни единици от периода 1933 – 1948 г.